# Alfio Gagliardi
Alfio Gagliardi (Pisa, 1º aprile 1909 – 3 ottobre 1991) è stato un calciatore italiano, di ruolo attaccante.

## Carriera
Con il Pisa disputò 107 partite segnando 36 reti nell'arco di sette stagioni, comprese 9 presenze in massima serie nel campionato di Prima Divisione 1925-1926.
Successivamente giocò in Serie B con il Perugia nella stagione 1934-1935, totalizzando 29 presenze e 7 reti, e quindi di nuovo nel Pisa.